# Глушні (Псковська область)
Глушні (рос. Глушни) — присілок в Островському районі Псковської області Російської Федерації.
Населення становить 82 особи. Входить до складу муніципального утворення Бережанская волость.

## Історія
Від 2015 року входить до складу муніципального утворення Бережанская волость.

## Населення
| 2001 | 2002 | 2010 |
| ---- | ---- | ---- |
| 117  | ↗121 | ↘82  |